# ADO Den Haag
Alles Door Oefening Den Haag je nizozemski nogometni klub iz Haaga. Poznat je po svojem skraćenom nazivu ADO Den Haag. Trenutačno se natječe u Eerste Divisieu, drugom rangu nizozemskog nogometa. Neko vrijeme klub se zvao FC Den Haag, dok je ADO bio amaterski dio kluba. Iako dolazi iz jednog od tri tradicionalno najveća nizozemska grada, ne može se uspoređivati s Ajaxom, Feyenoordom ili PSV-om i njihovim uspjesima u domaćim ili stranim natjecanjima. Bez obzira na to, postoji veliko rivalstvo s Ajaxom i Feyenoordom. Riječi Alles Door Oefening u prijevodu znače Sve kroz vježbu.

## Klupski uspjesi
- Prvenstvo Nizozemske u nogometu/Eredivisie (2): 1941./42., 1942./43.

## Vanjske poveznice
- Službena web-stranica